# Mvumi Mission
Mvumi Mission è una circoscrizione mista (mixed ward) della Tanzania situata nel distretto di Chamwino, regione di Dodoma. Conta una popolazione di 16 514 abitanti (censimento 2012).